# UV (album)
Albums de The Shamen
Hempton Manor
(1996)
Dernier album studio des Shamen sorti en 1998 sous leur label propre Moksha, UV fusionne le breakbeat-techno et le « drum'n'bass ».

## Listes des pistes
1. Mercury
2. Universal - 187 B.P. Metamix (Minor)
3. Palen - K
4. Beamship - Brief Sighting
5. I Do
6. Pop
7. Universal - 1999 Dance Vocal
8. Sativa '98
9. Serpent
10. U Nations - Mr C Club Mix
11. Marca Huasi
12. Sfynx - Technical Itch Mix
13. Metatron